# Каюпов, Малик Арыктаевич
Малик Арыктаевич Каюпов (также Кайыпов; каз. Мәлік Арықтайұлы Қайыпов; род. 30 января 1956, Алма-Ата, КазССР, СССР) — советский и казахстанский учёный, доктор технических наук (1992), академик Национальной академии наук Казахстана (НАН) (2003).

## Биография
В 1979 году окончил Московский физико-технический институт, затем в 1982 году — аспирантуру Института сейсмологии АН Казахстана. С 1983 года — старший инженер, научный сотрудник, заведующий лабораторией Горнодобывающего института АН Казахстана.
Происходит из подрода каржас (каз. қаражас) рода суйиндык (каз. cүйіндік) племени аргын (каз. арғын).
Отец — Каюпов, Арыктай Каюпович.

## Научная деятельность
Разработал теорию оптимального проектирования подземных сооружений. Обосновал необходимость устранения напряжения в породе во время взрывного разрушения нагруженного массива. Лауреат премии Ленинского комсомола (1988), член консультационного совета по науке при Президенте РК.
В 1982 году защитил кандидатскую диссертацию на тему «Оптимизация формы профиля и подкрепления отверстий в анизотропном теле в условиях плоской деформации», а в 1992 году — докторскую диссертацию.
Некоторые работы:
- Оптимальное проектирование протяженных подземных сооружений, А., 1986;
- Напряжения в породе во время взрывного разрушения нагруженного массива //VII Международный конгресс по механике горных пород, Роттердам, 1991.

Соавтор ряда патентов:
- Способ отбойки целиков
- Способ выемки пологопадающих и наклонных месторождений полезных ископаемых
- Способ разработки рудных месторождений
- Способ отбойки рудного массива
- Способ разработки сближенных пластов полезных ископаемых
- Анкерная крепь горных выработок
- Анкер для крепления горных выработок
- Способ определения параметров штангового крепления